# Toronto International Film Festival 2007
Das 32. Toronto International Film Festival fand vom 6. bis zum 15. September 2007 statt. Es ist ein zehntägiges Filmfestival ohne Wettbewerb. 
349 Filme aus 55 Ländern wurden gezeigt, viele davon erstmals in Nordamerika oder sogar weltweit. In 71 Filmen stellten Regisseure ihr Kinofilmdebüt vor. Das Festival zeigte über 100 kanadische Produktionen und Koproduktionen. Die Gala fand in der Roy Thomson Hall in Toronto statt. 
Über 500 Gäste waren geladen, unter anderem Stars wie Cate Blanchett, George Clooney, Jodie Foster, Samuel L. Jackson, Sean Penn, Brad Pitt, Charlize Theron, Sigourney Weaver und Reese Witherspoon. 
Das Filmdrama Fugitive Pieces von Jeremy Podeswa mit Stephen Dillane und Rade Šerbedžija eröffnete das Festival. Es basiert auf dem gleichnamigen Roman von Anne Michaels. Paolo Barzmans Filmdrama Emotional Arithmetic mit Christopher Plummer, Susan Sarandon, Gabriel Byrne, Max von Sydow und Roy Dupuis bildete den Abschluss. Der Film beruht auf dem gleichnamigen Buch von Matt Cohen und handelt von drei Holocaust-Überlebenden, die sich nach Jahrzehnten wiedertreffen. 

## Filme
Zu den erwähnenswertesten Filmen zählen das Abenteuerdrama Into the Wild von Regisseur Sean Penn, die Komödie Lars und die Frauen mit Ryan Gosling, der Mysterythriller 1 Mord für 2 von Kenneth Branagh mit Michael Caine und Jude Law, der Thriller Michael Clayton von Tony Gilroy mit George Clooney, der Thriller Tödliche Versprechen – Eastern Promises von David Cronenberg mit Viggo Mortensen und Naomi Watts, die Komödie Juno von Jason Reitman mit Elliot Page, der Thriller No Country for Old Men von Ethan und Joel Coen und der Dokumentarfilm Body of War, das Regiedebüt des Talkshow-Moderators Phil Donahue.
Es wurden viele Filme mit tragischem und politischem Inhalt gezeigt, in die zweitgenannte Kategorie fallen z. B. der Thriller Machtlos von Gavin Hood mit Reese Witherspoon und Meryl Streep und der Thriller Im Tal von Elah von Paul Haggis mit Tommy Lee Jones. 
Am 9. September 2007 hatte das Drama Elizabeth – Das goldene Königreich von Regisseur Shekhar Kapur seine Weltpremiere, darin verkörpert Cate Blanchett die Titelrolle und gilt als Tipp bei den Oscars. 
Erstmals hatte Woody Allen seine Teilnahme zugesagt, er war mit dem Drama Cassandras Traum vertreten. Richard Attenborough zeigte die Liebesgeschichte Closing the Ring – Geheimnis der Vergangenheit mit Shirley MacLaine. Regisseur Ang Lee war mit dem Liebesdrama Gefahr und Begierde präsent, in dem Joan Chen mitspielt. Regisseur Sidney Lumet war mit dem Drama Before the Devil Knows You're Dead mit Philip Seymour Hoffman dabei und Regisseur Brian De Palma mit dem Kriegsdrama Redacted. Michael Moores Dokumentarfilm Captain Mike Across America war bei den Spezialvorführungen zu sehen. Regisseur Wayne Wang nahm mit den Dramen A Thousand Years of Good Prayers und The Princess of Nebraska am Festival teil. 
Weitere vorgeführte Filme sind u. a. das Drama Abbitte von Joe Wright mit Keira Knightley, das Drama Am Ende kommen Touristen von Robert Thalheim, der Western Die Ermordung des Jesse James durch den Feigling Robert Ford mit Brad Pitt, das Drama Auf der anderen Seite von Fatih Akın, das Drama Battle in Seattle von Stuart Townsend mit Charlize Theron, der Thriller Cleaner von Renny Harlin mit Samuel L. Jackson, die Biografie Control von Anton Corbijn, das Kriegsdrama Die Fälscher von Stefan Ruzowitzky mit Karl Markovics, Neil Jordans Thriller Die Fremde in dir mit Jodie Foster, die Satire Immer nie am Meer von Antonin Svoboda, das Drama Import Export von Ulrich Seidl, die Filmbiografie I’m Not There von Todd Haynes mit Cate Blanchett, Denys Arcands Komödie L'Age des ténèbres, der Kriminalfilm Married Life, das Drama Seide von François Girard ebenfalls mit Keira Knightley, das Drama Stellet Licht von Carlos Reygadas, der Animationsfilm Terra, das Drama Girl in the Park mit Sigourney Weaver und Kate Bosworth, das Drama The Walker von Paul Schrader, sowie das Drama 4 Monate, 3 Wochen und 2 Tage von Cristian Mungiu. 
Mit der Komödie Then She Found Me stellte Helen Hunt ihren ersten Film als Regisseurin vor. Clint Eastwoods Tochter Alison Eastwood gab ihr Regiedebüt im Drama Aufbruch in ein neues Leben. 
Ein weiterer Gast war der ehemalige US-Präsident Jimmy Carter, über den Jonathan Demme den Dokumentarfilm Man from Plains drehte. 
In einer kanadischen Retrospektive wurde das Schaffen des Filmemachers Michel Brault gezeigt.